# Colonia Nativitas
Colonia Nativitas är en del av en befolkad plats i Mexiko.   Den ligger i kommunen Benito Juárez och delstaten Distrito Federal, i den sydöstra delen av landet, i huvudstaden Mexico City. Colonia Nativitas ligger 2 239 meter över havet och antalet invånare är 60 000.
Terrängen runt Colonia Nativitas är huvudsakligen platt, men västerut är den kuperad. Runt Colonia Nativitas är det mycket tätbefolkat, med 10 000 invånare per kvadratkilometer. Närmaste större samhälle är Mexico City, 5,3 km norr om Colonia Nativitas. Runt Colonia Nativitas är det i huvudsak tätbebyggt.